# Olší (Vysočina)
Olší é uma comuna checa localizada na região de Vysočina, distrito de Jihlava.